# Son of the Renegade
Son of the Renegade è un film del 1953 diretto da Reg Browne.
È un western statunitense con Johnny Carpenter.

## Produzione
Il film, diretto da Reg Browne su una sceneggiatura di Johnny Carpenter, fu prodotto dallo stesso Carpenter tramite la Jack Schwarz Productions con Maurice Kosloff come produttore esecutivo. Fu girato nel Jack Ingram Ranch, Woodland Hills, Los Angeles.

## Distribuzione
Il film fu distribuito negli Stati Uniti dal 27 marzo 1953 al cinema dalla United Artists.

## Promozione
Le tagline sono:
- None dared face his smoldering guns... his blazing anger!
- He Vowed To Clear His Name Or Die Trying!
- BLAZING With The THUNDER And EXCITEMENT Of Six-Gun Justice!
- RAW! RUGGED! RUTHLESS!